# Шандровський Гліб Данилович
Гліб Дани́лович Шандро́вський (нар. 8 (20) червня 1896, Байбузівка, нині Одеської області — пом. 19 січня 1976, Томкінс-Ков поблизу Нью-Йорка) — український співак (бас-профундо), учень Кирила Стеценка, Миколи Леонтовича і Олександра Кошиця, брат Володимира Шандровського.

## Життєпис
Народився 7 (20) червня 1896 року в селі Байбузівка, нині Одеської області, але дитинство пройшло в Тульчині, куди батьки невдовзі переїхали.
Гліб навчався в Тульчинській гімназії, а з осені 1910-го року — в Тиврівському духовному училищі Подільської єпархії, де слухав лекції та співав у хорі під орудою видатного композитора Кирила Стеценка. Після закінчення училища Гліб повернувся до Тульчина і разом з молодшим братом Володимиром співав у хорі Миколи Леонтовича, де удосконавлював свою майстерність.
Згодом його запросили до хору Вінницького драматичного театру. Там весною 1919 року його почув Олександр Кошиць, який з колективом Української республіканської капели їхав до Кам'янця-Подільського, щоб підготуватись до концертного турне Європою. Хоч у капелі басів було достатньо, Гліб Шандровський мав надзвичайної краси згусток колоритних барв. Глибина його низів досягала «соль» контроктави, а робочий діапазон сягав більше 3,5 октав.
Гліб став учасником Хору Олександра Кошиця і взяв участь в турне не тільки Європою, але й Сполученими Штатами Америки.
Коли хор розпався, Гліб залишився в США. Там створив свій власний квартет в складі Петра Ординського, Клима Щита, Йосипа (Івана) Давиденка та Гліба Шандровського. Також в квартеті виступав Михайло Гребінецький.
Його концерна діяльність в США була насичною, а голос викликав захоплення прихильників музики. Так, американський часопис «Philadelphia Public Ledger» відзначав 1926 року: «Шадровський є великим і знаменитим співаком тому, що в його співі, крім високих звуків, є такі глибокі низи, котрих у сольному співі ми ніколи не чули».
У серпні 1926-го виступав на великій сцені Всесвітньої американської виставки у Філадельфії.
Влітку 1928-го з вокальним секстетом «Боян» Гліб виступав у Швейцарії, Німеччині та Франції.
У Лондоні співав у Віндзорському палаці. Король Георга V, захоплений його голосом, запропонував співакові місце соліста в «Корвент-ґардені», але через раніше підписані контракти Гліб не зміг прийняти таку пропозицію.
15 березня 1931 року Микола Карлаш із українським театром в Нью-Йорку знову поставив «Запорожця за Дунаєм». Гліб виконав тоді партію Султана. Ця постановка здобула високу оцінку. Газета «Свобода» від 23 березня 1931 року писала: «Такого підбору виконавців, як було цим разом, не лише Нью-Йорк, а й ціла Америка ще не бачила».
З 1928 року щоразу під час гастролей в США хору донських козаків під керівництвом Сергія Жарова Гліб виступав разом з ними на концертах, а 1939 року, коли цей хор емігрував до США, став Шандровський його постійним учасником, де мав змогу виконувати в тому числі й українські пісні. У супроводі цього хору він співав «Ой, в Єрусалимі рано задзвонили», «На Йорданській річці» в обробці М. Леонтовича, «Закувала та сива зозуля» П. Ніщинського та низку духовних творів Артема Веделя, Дмитра Бортнянського й Кирила Стеценка.
Також він виступав з симфонічним оркестром Альфреда Антоніні на WORRadio (Нью-Йорк). Його голос звучав також на радіо WBNX (також Нью-Йорк).
Під час Другої світової війни він виступав у розважальній команді «USO» (американська організація, що займалася проведенням концертів для американських військ на військових базах).
1951 року з цим хором гастролював країнами Південної Америки, а 1956 року виступав в Австралії, Новій Зеландії, Японії та на Гаваях.
1960 року вийшла його велика платівка, присвячена Олександру Кошицю з шістьма світлинами на конверті та десятьма творами.
1965 року вийшла його довгогральна платівка (LP), присвячена пам'яті Олександра Кошиця (компанія «Chapson Distributing Company of Tomkins Cove, N.Y.»).
Помер 19 січня 1976 року в містечку Томкінс-Ков поблизу Нью-Йорка.
В Україні дослідником його творчості був музикознавець Михайло Головащенко, з яким Гліб Шандровський зустрічався в Києві, коли приїздив до брата Володимира Шандровського в гості.

## Репертуар
Виконував французькі й американські пісні, але найбільше публіці подобались українські пісні «На чужині загибаю», «Віє вітер» і «Кулик чайку любив», декламував вірші Тараса Шевченка (зокрема поему «Чернець»).
Виконував партії оперного репертуару. 15 лютого 1925 року в залі Українського народного дому він успішно виконав партію Султана в опері «Запорожець за Дунаєм», поставленої Марією Машір і Миколою Карлашем.
У вересні того ж року на студії «Okeh» записав на платівку пісні «Ой Дніпре мій, Дніпре» М. Лисенка та «На чужині загибаю», у дуеті з Стефанією Тушнів записав «Де ти бродиш, моя доле» В. Заремби та «Коли розлучаються двоє» М. Лисенка, разом із українським національним квартетом — «Бачить Бог, бачить Творець», «Сивая зозуленька», «Гей, хлопці, до зброї», «Закувала та сива зозуля» та «За тебе, Україно».
До платівки 1960 року увійшли зокрема пісні «Ой нагнувся дуб високий» М. Гайворонського, «В Вифлеємі», «Українська елегія», «Гречаники», дует Одарки й Карася з опери «Запорожець за Дунаєм».